# フォト・リーグ
フォト･リーグ (Photo League) とは、ニューヨークに1936年から1951年まで存在した、ドキュメンタリー写真（報道写真）を標榜した写真家のグループ。

## 概要
フォト・リーグに所属した主要な写真家は、ソル・リブゾーン（ソル・リブソン）（Sol Libsohn、1914年-2001年）、シド・グロスマン（Sid Grossman、1913年-1955年）、アーロン・シスキンド（アーロン・シスキン）（Aaron Siskind、1903年-1991年）、ウォルター･ローゼンブルム（ウォルター・ローゼンブラム）（Walter Rosenblum、1919年生まれ）、ユージン・スミスなどで、プロ・アマチュアを問わず、多くの写真家が参加した。結成当時は100人程度だが、第二次世界大戦後には、数百人の規模になったという。
"Harlem Document"（ハーレム・ドキュメント）や"Chelsea Document"（チェルシー・ドキュメント）などと呼ばれる、マンハッタンの黒人街を撮影したプロジェクトが特に有名で、そのテーマの選択、視線、手法（ストレートフォトグラフィ）など、後世に大きな影響を与えた。
フォト・リーグは、労働者階級や貧困層をその撮影対象とすることが多く、そのことから、その作品に左翼的（社会主義的）な思想が現れていると評価される。場合によっては、その作品は、「社会派写真」 (Social Photography) 、「社会派ドキュメンタリー」 (Social Documentary) と呼ばれることもある。
1951年の解散は、アメリカ政府がつけた「共産主義的な団体」というレッテルにより、資金調達が困難になったためといわれる。

## 日本における展覧会
フォト･リーグのみを取り上げた本格的な展覧会は、日本では開催されていない。しかし、次の展覧会は、フォト・リーグの紹介を含んだ内容となっている。
- 「明日を夢見て」アメリカ社会を動かしたソーシャル・ドキュメンタリー／東京都写真美術館／2004年

ジェイコブ・リース、ルイス・ハイン、FSAプロジェクト（ウォーカー・エヴァンズ、ドロシア・ラング、ベン・シャーンの3人）、ベレニス・アボットとともに、フォト・リーグの作家および作品が紹介されている。展覧会カタログも存在する。